# Bengali-Fodé Koita
Bengali-Fodé Koita (París, Francia, 21 de octubre de 1990) es un futbolista guineano. Juega de delantero y su equipo es el Sivasspor de la Superliga de Turquía. 

## Selección nacional
Ha sido internacional con la selección de fútbol sub-21 de Francia. En categoría absoluta es internacional con Guinea.

## Clubes
| Club                     | País       | Año       |
| ------------------------ | ---------- | --------- |
| Montpellier H. S. C.     | Francia    | 2009-2013 |
| R. C. Lens (cedido)      | Francia    | 2012      |
| Le Havre A. C. (cedido)  | Francia    | 2012-2013 |
| S. M. Caen               | Francia    | 2013-2015 |
| Blackburn Rovers F. C.   | Inglaterra | 2015-2016 |
| Kasımpaşa S. K.          | Turquía    | 2016-2021 |
| Trabzonspor              | Turquía    | 2021-2023 |
| Kasımpaşa S. K. (cedido) | Turquía    | 2022-2023 |
| Sivasspor                | Turquía    | 2023-     |

## Palmarés

### Títulos nacionales
| Título               | Club                 | País    | Año     |
| -------------------- | -------------------- | ------- | ------- |
| Ligue 1              | Montpellier H. S. C. | Francia | 2011-12 |
| Superliga de Turquía | Trabzonspor          | Turquía | 2021-22 |